# 香港2000年度授勳及嘉獎名單
香港2000年授勳名單2000年7月1日於憲報刊登，共有306人授勳及嘉獎，2000年9月22新增入境事務大樓縱火案的6人獲頒英勇勳章，另外5人獲頒行政長官公共服務獎狀，這是香港回歸以來第3份全面的授勳名單。授勳典禮於10月14日在禮賓府舉行。

## 授勳及嘉獎名單

### 大紫荊勳章
- 列顯倫法官，大紫荊勳賢，JP（The Honourable Mr. Justice Henry Denis LITTON, G.B.M., J.P.）
- 沈澄法官，大紫荊勳賢，JP（The Honourable Mr. Justice Charles Arthur CHING, G.B.M., J.P.）
- 毛鈞年先生，大紫荊勳賢
- 查良鏞教授，大紫荊勳賢
- 饒宗頤教授，大紫荊勳賢

### 金紫荊星章
- 李業廣議員，GBS，JP
- 唐英年議員，GBS，JP
- 鍾瑞明議員，GBS，JP
- 黃星華先生，GBS，JP
- 林煥光先生，GBS，JP
- 藍鴻震先生，GBS，JP
- 黎守律（英语：Gerald Nazareth）法官，GBS，JP（The Honourable Mr. Justice Gerald Paul NAZARETH, G.B.S., J.P.）
- 李國章教授，GBS，JP
- 吳家瑋教授，GBS
- 夏利萊博士，GBS，JP（Dr. Hari HARILELA, G.B.S., J.P.）
- 利漢釗博士，GBS，JP
- 梁乃鵬先生，GBS，JP
- 陳永棋先生，GBS，JP
- 陳有慶博士，GBS，JP
- 劉華森博士，GBS，JP
- 鍾期榮博士，GBS
- 薩秉達先生，GBS（Mr. Peter Dennis Antony SUTCH, G.B.S.）

### 金英勇勳章
- 梁錦光先生，MBG（追授）
- 盧俊河先生，MBG（追授）
- 黎耀宗先生，MBG（追授）

### 銀紫荊星章
- 梁劉柔芬議員，SBS，JP
- 葉謀遵博士，SBS，JP
- 嚴元浩先生，SBS，JP
- 梁國新先生，SBS，JP
- 曾廣豫先生，SBS，JP
- 方正先生，SBS，JP
- 方潤華先生，SBS，JP
- 李紹鴻教授，SBS，JP
- 林滿甜先生，SBS，JP
- 胡紅玉女士，SBS，JP
- 張建東先生，SBS，JP
- 莊紹樑博士，SBS，JP
- 顧爾言先生，SBS，JP
- 吳炳昌先生，SBS
- 楊善深先生，SBS
- 廖一原先生，SBS
- 劉秀成教授，SBS

### 銀英勇勳章
- 李誌華先生，MBS
- 蔡濤先生，MBS

### 紀律部隊及廉政公署卓越獎章
香港警察卓越獎章
- 范能思先生，PDSM（Mr. Michael Harold FRANCIS, P.D.S.M.）
- 陳鐵堅先生，PDSM
- 黎伯熙先生，PDSM

香港消防事務卓越獎章
- 郭晶強先生，FSDSM，JP
- 麥桂培先生，FSDSM，JP

香港入境事務卓越獎章
- 麥桂炘先生，IDSM，JP
- 黃達甫先生，IDSM，JP

香港海關卓越獎章
- 李偉民先生，CDSM，JP

香港廉政公署卓越獎章
- 陳志新先生，IDS
- 黃世照先生，IDS

### 銅紫荊星章
- 林偉強先生，BBS，JP
- 田北辰先生，BBS，JP
- 石丹理教授，BBS，JP
- 朱楊珀瑜女士，BBS，JP
- 李頌熹先生，BBS，JP
- 高鑑泉先生，BBS，JP
- 梁乃江教授，BBS，JP
- 陳家樂先生，BBS，JP
- 賀達理教授，BBS，JP（Professor Anthony Johnson HEDLEY, B.B.S., J.P.）
- 黃紹倫教授，BBS，JP
- 葉約德女士，BBS，JP
- 葉迪奇先生，BBS，JP
- 葉國忠先生，BBS，JP
- 鄧日燊先生，BBS，JP
- 譚萬鈞博士，BBS，JP
- 吳多泰博士，BBS
- 李佐雄先生，BBS
- 李秀恆博士，BBS
- 李宗德先生，BBS
- 冼玉儀博士，BBS
- 侯叔祺先生，BBS
- 洪清源先生，BBS
- 計佑銘先生，BBS
- 胡珠先生，BBS
- 高啟新先生，BBS（Mr. James Stephen COOKSON, B.B.S.）
- 區永熙先生，BBS
- 區煒洪先生，BBS
- 梁王秋霞女士，BBS
- 盛榮宗先生，BBS
- 莫偉龍先生，BBS（Mr. Vernon Francis MOORE, B.B.S.）
- 陳偉南先生，BBS
- 陳淑薇女士，BBS
- 陳觀衛先生，BBS
- 彭祖灝先生，BBS
- 馮漢源博士，BBS
- 馮咏聰先生，BBS
- 黃桂洲先生，BBS
- 黃國礎先生，BBS
- 黃達昇先生，BBS
- 黃肇元先生，BBS
- 雷張慎佳女士，BBS
- 雷羅慧洪女士，BBS
- 劉宇新先生，BBS
- 黎國棟先生，BBS
- 蕭曾鳳群女士，BBS
- 龐信先生，BBS（Mr. Richard PONTZIOUS, B.B.S.）
- 羅叔清先生，BBS

### 銅英勇勳章
- 王志輝先生，MBB
- 高立華機長，MBB（Captain Barry Kevin COLLIER, M.B.B.）
- 陳文狄先生，MBB
- 鄭家華先生，MBB
- 許俊傑先生，MBB
- 麥景洋先生，MBB
- 馮大光先生，MBB
- 盧樹俊先生，MBB

### 紀律部隊及廉政公署榮譽獎章
香港警察榮譽獎章
- 白朗然先生，PMSM（Mr. John Francis BREEN, P.M.S.M.）
- 江志佳先生，PMSM
- 李家超先生，PMSM
- 李達華先生，PMSM
- 杜振偉先生，PMSM
- 周兆文先生，PMSM
- 翁德偉先生，PMSM
- 張肇華先生，PMSM
- 梁潤強先生，PMSM
- 許漢雄先生，PMSM
- 陳傑柱先生，PMSM
- 湯志華先生，PMSM
- 黃柏年先生，PMSM
- 黃國雄先生，PMSM
- 楊康元先生，PMSM
- 鄔達士先生，PMSM（Mr. Kevin Michael WOODS, P.M.S.M.）
- 劉志強先生，PMSM
- 劉杜月霞女士，PMSM
- 劉錦華先生，PMSM
- 劉謝錦霞女士，PMSM
- 鄭國強先生，PMSM
- 鄧厚昇先生，PMSM
- 霍萬軍先生，PMSM
- 龍洪焯先生，PMSM
- 簡卓偉先生，PMSM（Mr. Jawaid KHAN, P.M.S.M.）
- 魏志強先生，PMSM

香港消防事務榮譽獎章
- 李羨幸先生，FSMSM
- 胡景煊先生，FSMSM
- 唐冠毅先生，FSMSM
- 袁金泉先生，FSMSM
- 郭瑞金先生，FSMSM
- 陳可正先生，FSMSM
- 湛德懷先生，FSMSM
- 湯才育先生，FSMSM
- 溫兆榮先生，FSMSM
- 劉如平先生，FSMSM

香港入境事務榮譽獎章
- 文漢賢先生，IMSM
- 林顯鈞先生，IMSM
- 張就先生，IMSM
- 梁家偉先生，IMSM
- 楊啟寧先生，IMSM
- 趙士偉先生，IMSM
- 羅衍璋女士，IMSM

香港海關榮譽獎章
- 王文安先生，CMSM
- 司徒林麗萍女士，CMSM
- 周永強先生，CMSM
- 梁灝先生，CMSM
- 曾慶鑑先生，CMSM

香港懲教事務榮譽獎章
- 朱兆林先生，CSMSM
- 袁樹繁先生，CSMSM
- 黃承志先生，CSMSM
- 劉錦堂先生，CSMSM
- 劉錦棠先生，CSMSM

政府飛行服務隊榮譽獎章
- 梁榮基先生，GMSM
- 陳景藝先生，GMSM

香港廉政公署榮譽獎章
- 許家民先生，IMS
- 陳礎強先生，IMS

### 榮譽勳章
- 古嫣琪女士，MH，JP
- 丁錦棠先生，MH
- 方培湘先生，MH
- 石嘉利先生，MH（Mr. Abdul Khalid RAZACK, M.H.）
- 伍瑞球先生，MH
- 朱國威先生，MH
- 朱漢華先生，MH
- 何偉石先生，MH
- 何漢權先生，MH
- 余慶釗先生，MH
- 吳偉達醫生，MH
- 吳錦津先生，MH
- 李兆華醫生，MH
- 李建輝先生，MH
- 李鎮洲先生，MH
- 李鏡熙先生，MH
- 阮秋先生，MH
- 周演森先生，MH
- 周轉香女士，MH
- 邱全先生，MH
- 姚沃玲先生，MH
- 胡國祥先生，MH
- 徐中吉先生，MH
- 馬月霞女士，MH
- 高錦祥先生，MH
- 張健輝先生，MH
- 張維醫生，MH
- 曹啟樂先生，MH
- 梁中昀先生，MH
- 梁志堅先生，MH
- 梁沛錦博士，MH
- 梁松波先生，MH
- 梁英標先生，MH
- 梁熾輝先生，MH
- 許宗盛先生，MH
- 陳仲傑先生，MH
- 陳秋帆先生，MH
- 陳浩才先生，MH
- 麥珍妮女士，MH（Mrs. Jennifer Susan McGLYNN, M.H.）
- 麥蓮德女士，MH（Ms. Nanette McCLINTOCK, M.H.）
- 傅家俊先生，MH
- 馮彩玉女士，MH
- 馮都新先生，MH
- 黃文傑先生，MH
- 黃守正先生，MH
- 黃棟銓先生，MH
- 黃耀明女士，MH
- 黃鑑權先生，MH
- 楊佐鏗先生，MH
- 詹勳憲先生，MH
- 雷中元先生，MH
- 廖仲模先生，MH
- 潘發林先生，MH
- 蔣德祥先生，MH
- 蔡百泰先生，MH
- 鄭克和先生，MH
- 鄧國容先生，MH
- 鄧棟朝先生，MH
- 鄧楊詠曼女士，MH
- 黎叔明先生，MH
- 黎海寧女士，MH
- 盧錦華先生，MH
- 薛家燕女士，MH
- 簡志豪先生，MH
- 羅榮焜先生，MH
- 譚偉釗先生，MH

### 行政長官社區服務獎狀
- 丁錦源先生
- 朱初昇先生
- 何八先生
- 余君慶先生
- 余梁愛珍女士
- 吳志明先生
- 吳歷山醫生
- 李洪森先生
- 李凌榮珠女士
- 李漢雄先生
- 李樹芬先生
- 阮陳寶馨女士
- 周景銜女士
- 周銘先生
- 周錦祥先生
- 洪炳先生
- 香炳林先生
- 區任鷺珊女士
- 張志華先生
- 梁皓鈞先生
- 梁照誠先生
- 畢馬勤先生（Mr. Malcolm B. BEGBIE）
- 陳利成先生
- 陳冠菱女士
- 陳傑偉先生
- 陳琬琛先生
- 陳廣河先生
- 陳樹容先生
- 陳樹華先生
- 陳耀華先生
- 麥國傑先生
- 麥麗紅女士
- 曾恩發先生
- 曾祥永先生
- 黃玉珊女士
- 黃碧嬌女士
- 黃澤標先生
- 黃耀華先生
- 楊釗鳴先生
- 楊學明先生
- 葉文先生
- 葉耀宗先生
- 劉瑞枝女士
- 歐陽寶珍女士
- 蔡惠霖先生
- 鄭惠卿女士
- 鄧志成先生
- 盧佩珍女士
- 鄺耀華先生
- 蘇仲平先生
- 蘇樺偉先生
- 蘇鈞堂醫生
- 蘇愛羣女士

### 行政長官公共服務獎狀
- 別迪華先生
- 吳偉強先生
- 呂國輝先生
- 李梅林先生
- 周鴻安先生
- 林萬華先生
- 施國偉先生（Mr. Michael Leslie SQUIRES）
- 馬信康機長（Captain Trevor Keith MARSHALL）
- 梁飛寧先生
- 郭楚雅先生
- 陳國良先生
- 陳國強先生
- 陳廣文先生
- 陸浩生先生
- 曾玉明先生
- 曾運興先生
- 程裕端先生
- 黃志瑩先生
- 黃金水先生
- 黃俊銘先生
- 黃城澤先生
- 葉桂新先生
- 詹善輝先生
- 鄒漢清先生
- 劉陳玉蓮女士
- 鄭李蕙蓮女士
- 鄧永強先生
- 黎鳳霞女士
- 譚兆恒先生
- 周祝旭先生
- 陳志新先生
- 蔡裕能先生
- 談國明先生
- 鄺耀明先生